# Buchholz in der Nordheide
Buchholz in der Nordheide er den største by i i Landkreis Harburg i den tyske delstat Niedersachsen. Den ligger ca. 25 km sydvest for Hamburg, omkring 120 km nord for Hannover og omkring 80 km nordøst for Bremen.

## Geografi
Buchholz ligger ligger i den nordlige ende af Lüneburger Heide. Landkreisens højeste punkt Brunsberg der er 129 moh. ligger i kommunen.

## Befolkningsudvikling
- 1821 – 178
- 1871 – 350
- 1905 – 1.220
- 1925 – 2.138
- 1939 – 3.110
- 1945 – ca. 5.000
- 1946 – 6.003
- 1958 – 7.523
- 1963 – 10.364
- 1968 – 13.590
- 1972 – 15.273
- 1972 – 22.620
- 1975 – 26.393
- 1998 – 35.264
- 1999 – 35.603
- 2000 – 35.916
- 2001 – 36.109
- 2002 – 36.483
- 2003 – 37.943
- 2004 – 38.556
- 2005 – 40.500

## Eksterne kilder og henvisninger
- Wikimedia Commons har flere filer relateret til Buchholz in der Nordheide